# まるどりっ!サプリ
『まるどりっ!サプリ』（まるどりっ サプリ）は、2019年7月20日から2021年5月22日まで新潟テレビ21で放送されていた新潟ローカルの情報番組。

## 概要
新潟テレビ21の高井瑛子アナウンサーとよしもと芸人の軽快なトークとともに、旬の情報とお出かけスポットを紹介する情報番組である。

## 出演者
- 高井瑛子
- いっすねー!山脇
- チカコホンマ